# Marion (Grant County, Wisconsin)
Die Town of Marion ist eine von 33 Towns im Grant County im US-amerikanischen Bundesstaat Wisconsin. Im Jahr 2010 hatte die Town of Marion 572 Einwohner.
Town hat in Wisconsin eine grundlegend andere Bedeutung, als im übrigen englischsprachigen Bereich. Vielmehr entspricht sie den in den anderen US-Bundesstaaten üblichen Townships, die nach dem County die nächstkleinere Verwaltungseinheit bilden.

## Geografie
Die Town of Marion liegt im Südwesten Wisconsins, am Südufer des Wisconsin River, einem linken Nebenfluss des die Grenze zu Iowa bildenden Mississippi. Die Grenze zu Illinois befindet sich rund 70 km südlich.
Die Koordinaten der geografischen Mitte der Town of Marion sind 43°04′31″ nördlicher Breite und 90°43′26″ westlicher Länge. Sie erstreckt sich über eine Fläche von 92,5 km², die sich auf 91,7 km² Land- und 0,8 km² Wasserfläche verteilen.
Die Town of Marion liegt im Norden des Grant County und grenzt an folgende Nachbartowns:
| Town of Wauzeka, Town of Marietta (Crawford County) | Town of Boscobel                            | Town of Watterstown   |
| Town of Woodman                                     | Kompassrose, die auf Nachbargemeinden zeigt | Town of Hickory Grove |
|                                                     | Town of Mount Ida                           | Town of Fennimore     |

## Verkehr
Der U.S. Highway 61 verläuft von Nord nach Süd durch die Town of Marion. Daneben führen noch Wisconsin State Highway 133 sowie die County Highways C, K und Z durch die Town. Alle weiteren Straßen sind untergeordnete Landstraßen oder teils unbefestigte Fahrwege.
Entlang des Wisconsin River verläuft für den Frachtverkehr eine Eisenbahnlinie der Wisconsin and Southern Railroad, die vom Mississippi nach Madison und von dort weiter nach Milwaukee führt.
Mit dem Boscobel Airport befindet sich in der Kleinstadt Boscobel ein kleiner Flugplatz (rund 10 km nördlich der Town of Marion). Die nächsten Verkehrsflughäfen sind der Dubuque Regional Airport in Iowa (rund 95 km südlich) und der Dane County Regional Airport in Wisconsins Hauptstadt Madison (rund 140 km östlich).

## Bevölkerung
Mitte bis Ende des 19. Jahrhunderts besiedelten über 70 Menschen aus der deutschen Gemeinde Daisbach den neu gegründeten Ort. Bis zum Jahr 1910 existierten 29 Haushalte mit einem Migrationshintergrund aus Daisbach.
Nach der Volkszählung im Jahr 2010 lebten in der Town of Marion 572 Menschen in 218 Haushalten. Die Bevölkerungsdichte betrug 6,2 Einwohner pro Quadratkilometer. In den 218 Haushalten lebten statistisch je 2,62 Personen.
Ethnisch betrachtet setzte sich die Bevölkerung zusammen aus 93,5 Prozent Weißen, 0,2 Prozent (eine Person) amerikanischen Ureinwohnern, 0,2 Prozent Asiaten sowie 4,4 Prozent aus anderen ethnischen Gruppen; 1,7 Prozent stammten von zwei oder mehr Ethnien ab. Unabhängig von der ethnischen Zugehörigkeit waren 4,5 Prozent der Bevölkerung spanischer oder lateinamerikanischer Abstammung.
25,0 Prozent der Bevölkerung waren unter 18 Jahre alt, 61,7 Prozent waren zwischen 18 und 64 und 13,3 Prozent waren 65 Jahre oder älter. 44,8 Prozent der Bevölkerung war weiblich.
Das mittlere jährliche Einkommen eines Haushalts lag bei 41.563 USD. Das Pro-Kopf-Einkommen betrug 18.328 USD. 25,4 Prozent der Einwohner lebten unterhalb der Armutsgrenze.

## Ortschaften in der Town of Marion
Auf dem Gebiet der Town of Marion befinden sich neben Streubesiedlung keine weiteren Siedlungen.